# Gérard Louise
Gérard Louise (Paris, 3 décembre 1952 - Vertou, 10 juillet 2001) est un historien français du XXe siècle, spécialisé dans la période des Xe – XIIe siècles.

## Biographie
Il a été professeur de l’enseignement secondaire dans différents collèges et lycées après avoir effectué un cursus universitaire comme maître de conférences puis professeur à l’université Bordeaux III. Il devient en 1999 professeur d’histoire médiévale à l’université de Nantes et chercheur au CRHMA.
Il meurt d'une maladie foudroyante en 2001.

## Publications
- La seigneurie de Bellême Xe – XIIe siècle : Dévolution des pouvoirs territoriaux et construction d'une seigneurie de frontière aux confins de la Normandie et du Maine à la charnière de l'an mil (2 tomes)  (préf. André Debord), Flers, Le Pays-Bas-Normand, 1990 - 1991, 432 - 351 p. (ISSN 0031-3386)
- Atlas historique des villes de France : Alençon, Paris, CNRS, 1994 (ISSN 0765-0817)